# Дроппа, Иван
Иван Дроппа (словац. Ivan Droppa; род. 1 февраля 1972 года, Липтовски-Микулаш, Чехословакия) — бывший словацкий хоккеист, игравший на позиции защитника.

## Карьера
Воспитанник хоккейной школы ХК «Кошице». Выступал за ХК «Кошице», «Чикаго Блекхокс», «Индианаполис Айс» (ИХЛ), «Каролина Монаркс» (АХЛ), «Нюрнберг Айс Тайгерс», «Кассель Хаскис», «Дюссельдофер», «Славия» (Прага), ХК «Литвинов», ХК «Липтовски Микулаш», ХК «Жилина», «Швеннингер Уайлд-Уингс», ХК «Виллар-де-Лан», ХК «Долни Кубин».
В составе национальной сборной Словакии провел 69 матчей (4 гола); участник чемпионатов мира 1997, 1999, 2000 и 2001, участник Кубка мира 1996. В составе молодежной сборной Чехословакии, участник чемпионатов мира 1991 и 1992. В составе юниорской сборной Чехословакии, участник чемпионата Европы 1990.

## Достижения
- Серебряный призер чемпионата мира (2000)
- Чемпион Словакии (2006), серебряный призер (1998, 2008).